# فلم

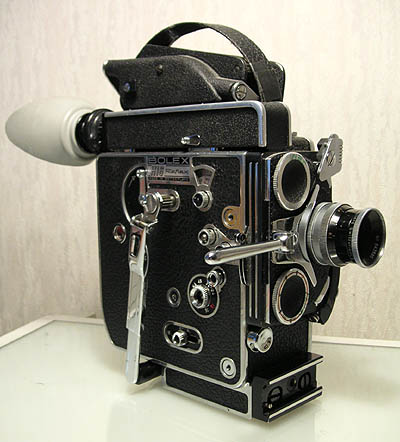
آلة تصوير سينمائي

فِلْم أو فِيلم (والجمع: أفلام) هو عمل فني بصري يُحاكي التجارب ويعبّر عن الأفكار أو القصص أو الإدراكات أو المشاعر أو الأجواء من خلال استخدام الصور المتحركة التي تُزامَن، منذ ثلاثينيات القرن العشرين، عادةً مع الصوت، وأحيانًا – بشكل أقل شيوعًا – مع محفزات حسية أخرى. ويُعتبر الفلم مصنوعة ثقافية معمولة بواسطة ثقافات معينة، والأفلام تعكس تلك الثقافات وأيضاً تؤثر فيها. وفي عصر ما بعد الحرب العالمية الثانية أصبح إنتاج الأفلام سوق ضخمًا يلقى رواجًا كبيرًا في مجتمعات مختلفة، وتعتبر هوليوود الرائدة في مجال الإنتاج السينمائي للأفلام على مستوى العالم، أما على صعيد العالم العربي فتعتبر السينما المصرية الأكثر غزارة والأكثر متابعة في الإنتاج السينمائي.
ويمكن تعريف الفلم أيضاً بأنه شريط لدائني ضيّق طويل تُطبع عليه الصور السينمائية. تُقسم الأفلام السينمائية من حيث الطول، إلى «قصيرة» و«طويلة» أو «رئيسية». ولقد كانت معظم الأفلام في بادئ الأمر قصيرة. ولم يظهر أول فلم ممتد إلا عام 1912، ومنذ ذلك الحين والأفلام الممتدة تشغل الحيِّز الأعظم من الحفلات والمهرجانات السينمائية. والأفلام القصيرة يمكن تقيسمها إلى ثلاثة أنواع: فمنها الفلم الوثائقي، ومنها الفلم الإخباري ومنها فلم الرسوم المتحركة. ولقد راجت الأفلام الهزلية في العشرينيات من القرن العشرين وبلغت ذروتها مع تشارلي تشابلن وأقرانه. وكانت الأفلام الهزلية في تلك الفترة قصيرةً كلُّها. والأفلام الطويلة أو الممتدة، هي الأخرى أنواع: فمنها الفلم العاطفي، وفلم اجتماعي، والفلم الهزلي، والفلم التاريخي، والفلم البوليسي، والفلم الموسيقي، وفلم الرعب إلخ.... ولقد كانت الأفلام في بادئ الأمر صامتة، ولكنها سرعان ما أصبحت ناطقة؛ وكانت سوداء وبيضاء، ولكن الفلم الملوَّن فور صدوره ما لبث أن غزا السوق السينمائية ونافس الفِلم الأسود ـ الأبيض منافسةً كادت تقضي عليه.

## أصل الكلمة
يشير اسم "فِلم" في الأصل إلى الطبقة الرقيقة من المستحلب الكيميائي الضوئي على شريط السيلولويد الذي كان يستخدم وسيطًا فعليًا لتسجيل وعرض الصور المتحركة.
توجد العديد من المصطلحات الأخرى للصورة المتحركة الفردية، بما في ذلك الصورة وعرض الصور والصور المتحركة والتشغيل الضوئي والنقر. المصطلح الأكثر شيوعًا في الولايات المتحدة هو«movie» ، بينما تُستخدم في أوروبا كلمة «film». تشمل المصطلحات القديمة «الصور المتحركة» و «التصوير الضوئي المتحرك».
أما المصطلحات الشائعة للمجال بشكل عام فتشمل: الشاشة الكبيرة والشاشة الفضية والأفلام والسينما.

## مهارات فنية

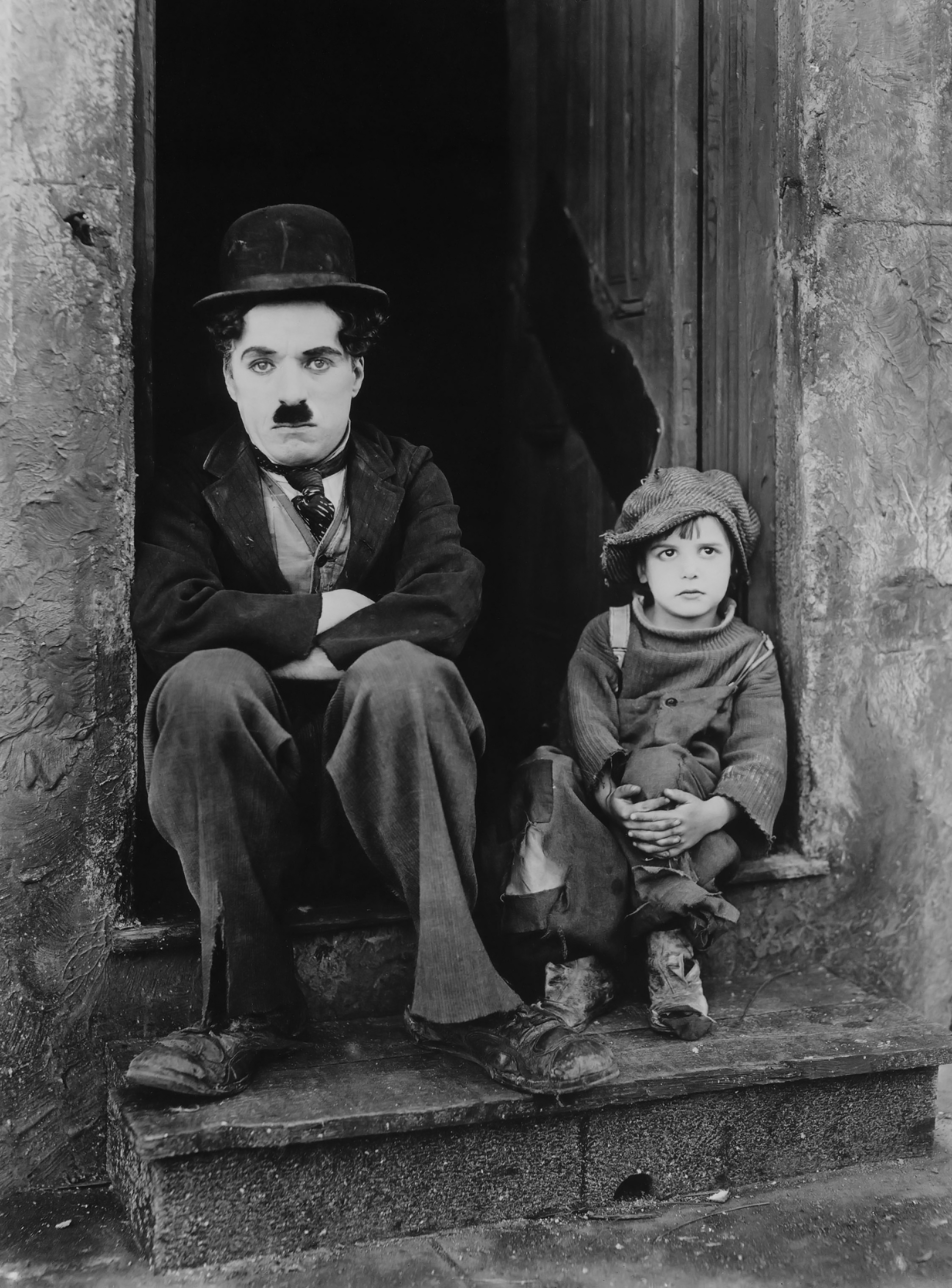
صورة شهيرة من فلم تشارلي تشاپلن العائد لسنة 1921م يظهر كُلٌ من تشارلي تشاپلن وجاكي كوگن

لإنتاج الفِلم الروائي يجب أن يكون مستندًا إلى نص سينمائي «المشهدية (سيناريو)»، ثم يقوم المخرج بعمله في تفسير النص السينمائي وإعادة لعملية الإخراج بواسطة السيناريو الإخراجي، ويدير عملية تصوير الفِلم ورؤيته الخاصة لأداء الممثلين واختيار مواقع التصوير المناسبة بحسب ما جاء في النص السينمائي.
ويقوم أيضًا باختيار موسيقى الفِلم عبر موسيقيين متخصصين، ويقسم وقت الفِلم ويدير العمل كليًا عبر خطة محكمة ومعهُ مساعدين متعددين وبعد الانتهاء من عملية التصوير التي تختلف فترتها بين فِلم واخر فهنالك بعض الافلام التي تتطلب ستة أشهر من التصوير وهناك 3 اسابيع بحسب مدة الفِلم.
تُنجَز عليها عمليات فنية الرسوميات والتوليف (المونتاج) التي يُدمج خلاله المقاطع والمشاهد بعضُها مع بعضها حسب النص الإخراجي، وإضافة الموسيقى التصويرية والمؤثرات الصوتية والبصرية، ويقوم المنتج بتمويل الفلم مادياً، وعادة ما يكون المنتج تابعًا لشركة إنتاج متخصصة أو لهيئة تلفازية حكومية أو خاصة، بحيث ينتج الفلم عبر تلك الشركة أو الهيئة. التلفازية وهنالك منتجين مستقلين يملكون شركات خاصة بهم وفي بعض الاحيان قد يكون المخرج نفسه المنتج ويمول فِلمه كلياً.. بعد القيام بعملية تصوير الفِلم والعمليات الفنية، يُجرى الإنتاج السينمائي ويعلن القسم المختص بالتسويق عن موعد صدور الفِلم وايضا الاعلانات الدعائية التي تمنح المشاهد نظرة بسيطة عن الفِلم وتُختار المشاهد المميزة والمشوقة في الفِلم لجذب الجمهور إلى صالات السينما فور صدوره رسمياً.